# 600639 Gevreychambertin
600639 Gevreychambertin è un asteroide della fascia principale esterna. Scoperto nel 2012, presenta un'orbita caratterizzata da un semiasse maggiore pari a 3,169058 UA e da un'eccentricità di 0,046225, inclinata di 9,190122ª rispetto all'eclittica.
È dedicato al comune francese di Gevrey-Chambertin.